# Federația de Fotbal a Samoei
Echipa națională de fotbal a Samoei este forul conducător oficial al fotbalului în Samoa. Este afiliată la OFC din 1984 și la FIFA din 1986. Se ocupă cu organizarea echipei naționale și a campionatului intern.